# カトリック台中教区

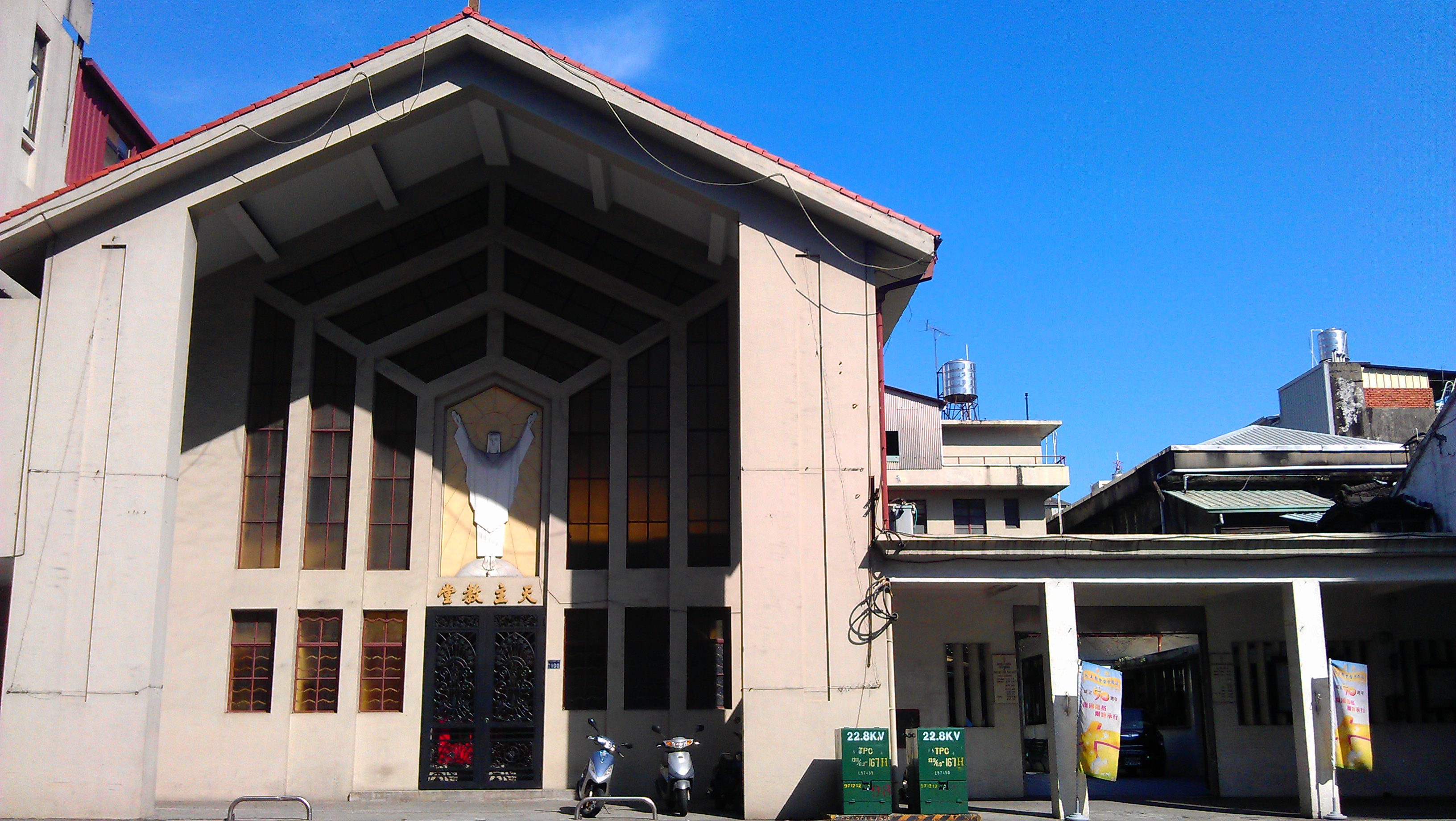
救世主イエス司教座堂

カトリック台中教区（中: 天主教台中教區、羅: Dioecesis Taichungensis、英: Diocese of Taichung）は、台湾 台中市、彰化県および南投県を管轄区域とするキリスト教カトリック教会の司教区。司教座聖堂は救世主イエス司教座堂。

## 沿革
- 1859年（清咸豊9年） - 5月18日、フィリピンよりスペイン人ドミニコ会士の宣教師が来台。同年12月、現在の高雄教区司教座堂の場所に台湾における最初の活動拠点を建設。当初、台湾は福建代理区（現在の福州教区）の管理下に編入された。
- 1872年（清同治8年） - ドミニコ会は宣教師を高雄から現在の彰化県永靖郷竹子村に派遣したが、わずか1年しか継続しなかった。
- 1875年（清光緒元年） - ドミニコ会は再度、宣教師を現在の彰化県埔心郷羅厝（らせき）村に派遣。ビンセント・ゴマル師（西: Vicente Gomar、中: 吳萬福）が他の宣教師とともに常駐し、信徒は日増しに増えていった。
- 1882年（清光緒8年） - つづいて羅厝に派遣されたセレドニオ・アランス師（西: Celedonio Arranz、中: 何安慈）は職人を集めて台湾中部初の聖堂である羅厝天主堂を建設。以後、ドミニコ会は羅厝を拠点に、彰化および雲林一帯の宣教活動を進めた。
- 1910年 - 日本の統治時代に入った後、ドミニコ会は葫蘆墩（現在の豊原）を皮切りに台中での宣教を開始。
- 1913年 – 7月19日、教皇庁はフォルモサ使徒座知牧区（羅: Praefectura Apostolica de Formosa）、すなわち台湾知牧区を設立し、その管轄区域を日本統治下の台湾（台湾および澎湖諸島）とした。
- 1914年 - 羅厝天主堂のマヌエル・プラット師（西: Manuel Prat 、中: 馬守仁[1]、後のアモイ教区司教）は台中市内に土地を購入し、竹小屋の伝道所を建設。翌年にはレンガ造2階建で、台中市初の聖堂に立て替えられ、現在の救世主イエス司教座堂の前身となった。

日本統治終了までに、ドミニコ会は台湾中部の台中、羅厝、田中、斗六および埔姜崙（現在の褒忠）の5ヵ所の小教区および17ヵ所の巡回教会（非独立小教区）を建設した。うち羅厝の発展が早く、教会活動も盛んであったため、台湾中部の宣教の本拠地であった。
- 1949年 - 12月31日、教皇庁は台湾北部をそれまでの台湾知牧区から分割し、台北知牧区を設置。現在の台中教区の管轄区域を含め、残りの県と市は台湾知牧区から名称を変更した高雄知牧区が管轄した。
- 1950年 - 8月10日、教皇庁は台湾中部の台中市、台中県（現在は台中市に統合）、彰化県および南投県（すなわち日本統治時代の台中州の範囲）を高雄知牧区から分割、台中知牧区を設立した。併せて米国のメリノール宣教会がドミニコ会から司牧を引継ぎ、知牧にはメリノール会士ウィリアム・クプファー師（英:  William F. Kupfer、中: 蔡文興）が任命された。これが台湾中部の教会管区の始まりである。
- 1962年 - 4月16日、台中知牧区が正式に台中教区へと昇格。台中知牧のクプファー師が初代司教に就任。

## 統計
| 番号 | 項目               | 数値     |
| ---- | ------------------ | -------- |
| 1    | 信徒数             | 26,464名 |
| 2    | 司教および司祭     | 74名     |
| 3    | 修道士および修道女 | 124名    |
| 4    | 小教区             | 35箇所   |
| 5    | 巡回教会           | 34箇所   |

（2010年現在）

## 歴代知牧・司教（教区長）

### 台中知牧
- ウィリアム・クプファー（中国語版）（メリノール宣教会） 1951年 - 1962年

### 台中司教（教区長）
- 初代 - ウィリアム・クプファー（メリノール宣教会） 1962年 - 1986年
- 2代 - ヨセフ王愈栄 1986年 - 2007年
- 3代 – マルティヌス蘇耀文 2007年 - 現在